# Metz & Co
Metz & Co er et eksklusivt stormagasin i Amsterdam, Holland, grundlagt i 1740 af Mozes Samuels, der solgte sit firma til sine tre sønner i 1794. Metz & Co. har siden 1815 haft ret til at vise det hollandske kongelige våben og teksen 'Leverandør til den kongelige husholdning'. For at fejre deres 150 års jubilæum i 1890 flyttede forretningen til dets nuværende lokalitet i Leidsestraat. Den karakteristiske kuppel på forretningens tag blev bygget i 1930'erne og blev designet af den hollandske kunstner Gerrit T. Rietveld. Metz & Co. fejrede deres 250 års jubilæum i 1990 ved at lancere deres egen duft. Taget på forretningen er et eksklusivt sted for bryllupsceromonier.

## Eksterne links
- Hjemmeside for Metz & Co Arkiveret 10. januar 2010 hos  Wayback Machine

52°22′N 4°53′Ø / 52.37°N 4.89°Ø